# Siluwa
Siluwa – gaun wikas samiti w zachodniej części Nepalu w strefie Lumbini w dystrykcie Palpa. Według nepalskiego spisu powszechnego z 2001 roku liczył on 986 gospodarstw domowych i 5325 mieszkańców (2811 kobiet i 2514 mężczyzn).